# Orkopouo-Ville
Ne doit pas être confondu avec Orkopouo-Gané.
Orkopouo-Ville est une localité située dans le département de Gaoua de la province du Poni dans la région Sud-Ouest au Burkina Faso.

## Géographie
Orkopouo-Ville est situé à environ 10 km au sud-ouest de Gaoua, le chef-lieu du département, et à 4 km au sud-est de la route nationale 11 et de Bonko.

## Santé et éducation
Le centre de soins le plus proche de Orkopouo-Ville est le centre de santé et de promotion sociale (CSPS) de Bonko tandis que le centre hospitalier régional (CHR) de la province se trouve à Gaoua.